# 大村インターチェンジ
大村インターチェンジ（おおむらインターチェンジ）は、長崎県大村市にある長崎自動車道のインターチェンジである。
バス停留所（大村バスストップ）併設。

## 概要
大村市中心街への連絡には当然のことながら、大村市に位置する長崎空港最寄のインターチェンジでもある。また、接続する国道444号を利用すれば山越えにはなるものの、対岸の佐賀県鹿島市や祐徳稲荷神社方向へ向かう事も可能である。
本ICが終点だった1982年11月17日から1990年1月25日までは、「長崎自動車道」という名称に佐賀県側の反発が強く、長崎自動車道という名称が長崎県内区間でのみ用いられていた関係から、IC番号が未設定であった。

## 道路
- E34 長崎自動車道（9番）

## 料金所
ブース数：8

### 入口
- ブース数：3
  - ETC専用：２
  - 一般：１

### 出口
- ブース数：5
  - ETC専用：1
  - 一般：4

## 接続する道路

### 直接接続
- 国道444号

### 関節接続
- 国道34号

## 周辺
- 大村共立病院
- 長崎空港
- 長崎県運転免許試験場
- 大村競艇場
- JR九州 大村駅・諏訪駅・新大村駅・竹松駅

## 大村バスストップ
大村バスストップ（おおむらバスストップ）は、長崎県大村市の長崎自動車道大村インターチェンジに併設されたバス停留所である。バス事業者間では、大村インター（おおむらインター）という名称が使われており、一般的にはこの通称名で呼ばれている。バス停は出口ランプと入口ランプがつながる道路上にあり、料金所を出ることなく停車できる（このため長崎空港行きリムジンバスや高速シャトルバスは大村インターに停車できない）。自動車でここまで送迎する客もいることから、駐車場も完備している。
長崎発着の高速バス路線の大半が停車する。ただし、当バス停に発着するどの路線も、当バス停から長崎市内方面への乗車および長崎市内から当バス停での降車は出来ない（長崎発の乗車、長崎行きの降車のみ扱い）。

### 停車する系統
| 路線愛称       | 運行会社                                  | 方面                                                                                 |
| -------------- | ----------------------------------------- | ------------------------------------------------------------------------------------ |
| 九州号         | 九州急行バス                              | 嬉野温泉（嬉野BC） → 高速基山 → 筑紫野 → 福岡空港国際線 → 福岡（天神高速BT・博多BT） |
| ユタカライナー | ユタカ交通                                | 福岡（HEARTSバスステーション博多）                                                   |
| 出島号         | 長崎県交通局                              | 高速基山 → 若宮IC → 直方PA → 北九州（引野口・小倉駅前・砂津）                        |
| りんどう号     | 長崎県交通局 九州産交バス                 | 菊水IC → 植木 → 西合志 → 武蔵ヶ丘 → 熊本（桜町BT・熊本駅・西部車庫）                 |
| サンライト号   | 長崎県交通局 長崎自動車 大分交通 大分バス | 高速甘木 → 杷木 → 玖珠IC → 湯布院IC → 別府（鉄輪口・北浜） → 大分（中央通り・新川）  |
| ブルーロマン号 | 長崎県交通局 宮崎交通                     | えびのIC → 小林IC → 都城北 → 宮崎（宮交シティ・宮崎駅前BC）                          |
| オランダ号     | 近鉄バス                                  | 神戸（三宮駅） → 大阪（USJ・なんばOCAT・大阪駅） → 京都（京都駅八条口）              |

### のりかえ
- 県営バス「大村インター」バス停（高速バス乗り場の向かい側）

## 隣
E34 長崎自動車道
(10)諫早IC/BS - 今村PA（上り線のみ） - (9-1)木場PA/BS/スマートIC（PAは下り線のみ） - (9)大村IC/BS - 松原BS - 大村湾PA - (8)東そのぎIC/BS